# Bylica dwuletnia
Bylica dwuletnia (Artemisia biennis Willd.) – gatunek roślin z rodziny astrowatych. Jest gatunkiem rodzimym dla zachodniej części Ameryki Północnej; obszaru od Kalifornii i Nowego Meksyku na południu po Alaskę i Terytoria Północno-Zachodnie na północy. Jako gatunek introdukowany została rozprzestrzeniona w strefie umiarkowanej pozostałej części Ameryki Północnej oraz w zachodniej i północnej Europie. W Polsce była stwierdzona jako przejściowo zawleczona w I połowie XX wieku w Szczecinie, współcześnie w Rzeszowie. Ma status gatunku lokalnie zadomowionego (kenofitu).

## Morfologia

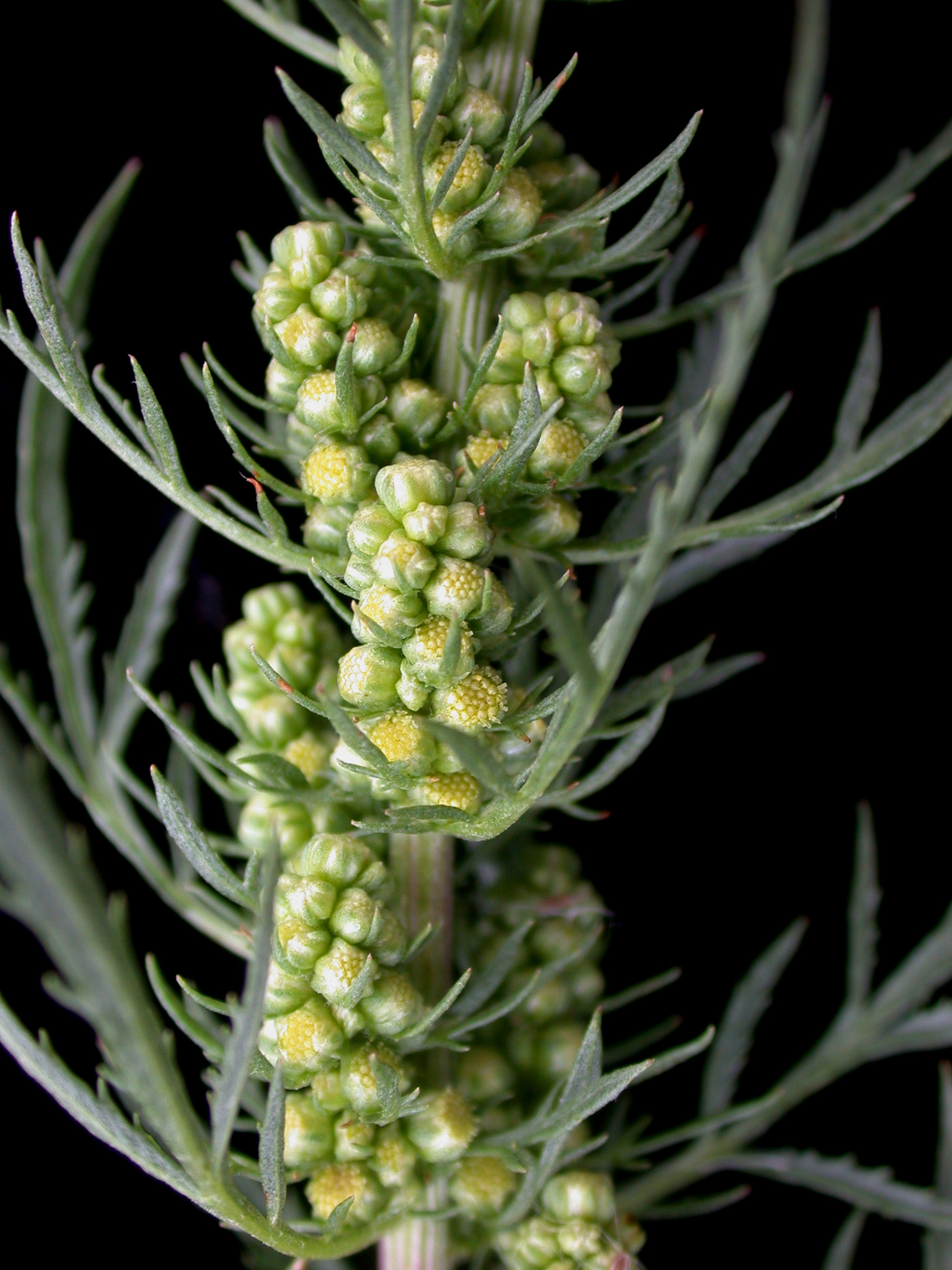
Koszyczki

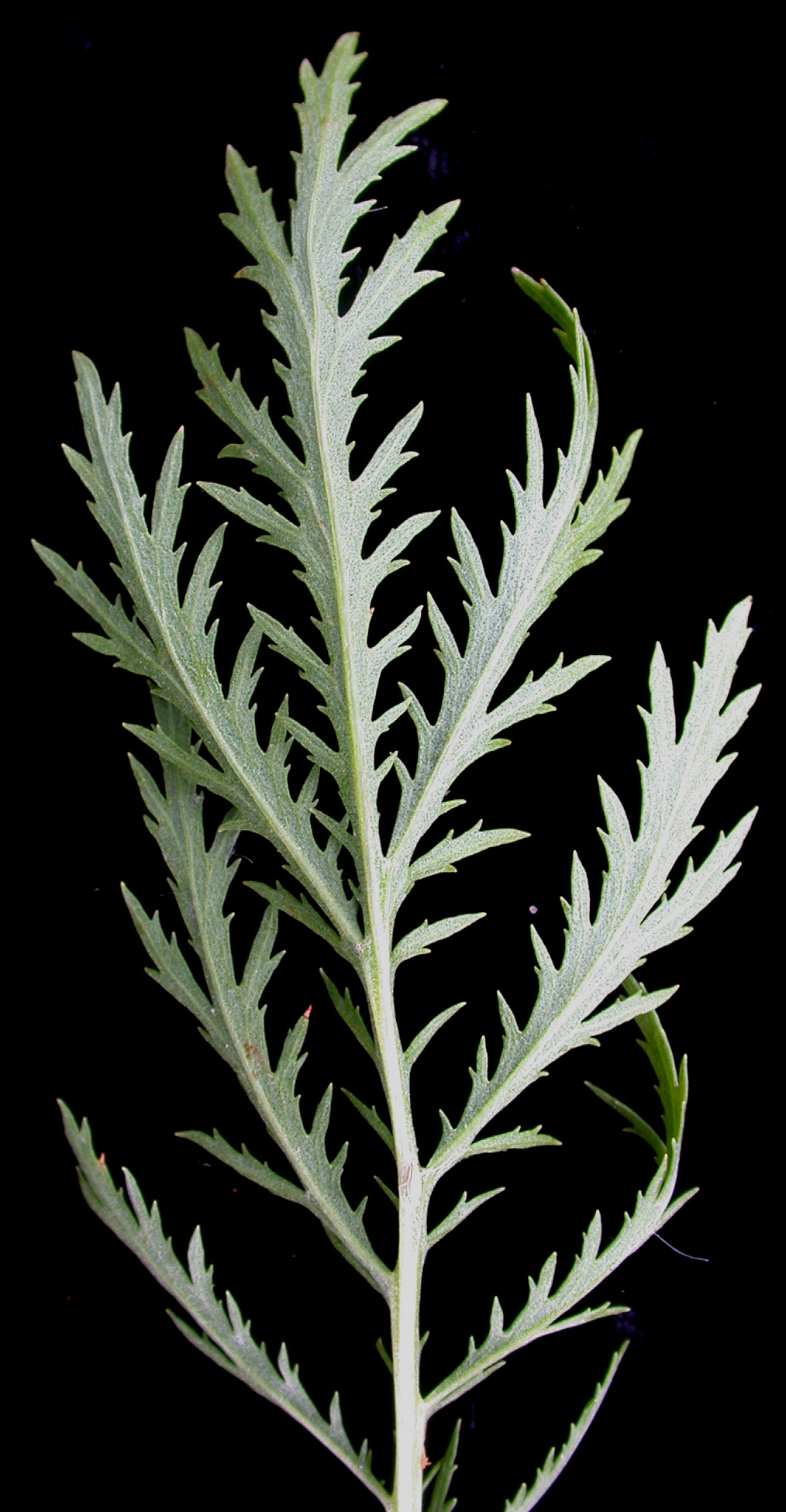
Liść

PokrójRoślina zielna z cienkim, wrzecionowatym korzeniem i prosto wzniesioną łodygą osiągającą od 10 do 60 cm wysokości (sporadycznie jednak nawet do 180 cm), rozgałęziającą się w górnej części. Łodyga jest naga, zielona, czasem czerwieniejąca i płytko bruzdowana lub kreskowana.
LiścieSiedzące, pojedynczo lub podwójnie pierzastosieczne, w ogólnym zarysie podługowato jajowate, osiągające od 4 do 13 cm długości i od 1,5 do 4 cm szerokości. Odcinki liści są lancetowate, nierówno ząbkowane z odcinkiem szczytowym silnie wydłużonym. Na osi liścia brak małych łatek między głównymi odcinkami liścia. Blaszki z obu stron są nagie, od spodu z wypukłym nerwem.
KwiatyZebrane w kulistawojajowate, siedzące lub krótkoszypułkowe, wzniesione koszyczki o średnicy ok. 2–4 mm. Koszyczki tworzą bardzo gęsty kwiatostan złożony. Okrywę koszyczka tworzą listki obłonione, nagie, z jasnobrązowymi smugami. Kwiaty w koszyczku mają żółte korony. Brzeżne kwiaty są żeńskie, środkowe obupłciowe.
OwoceEliptyczne, nagie niełupki długości do 1 mm.
Gatunki podobneBylica roczna Artemisia annua ma luźniejsze kwiatostany i zwisające koszyczki. Bylica Tourneforta Artemisia tournefortiana różni się listkami okrywy, które nie mają smug i są szeroko obłonione; poza tym na osi liścia między głównymi odcinkami występują u tego gatunku drobne łatki.

## Biologia i ekologia
Roślina jednoroczna i dwuletnia. Kwitnie od lipca do października. W Ameryce Północnej rośnie w miejscach zaburzonych, ze zdartą pokrywą roślinną, na brzegach wymoklisk, w miejscach pustynnych, jako gatunek zawlekany zwykle na siedliskach ruderalnych.